# Ersättningsben
Ersättningsben (synonymer: endokondrala ben, endoskelettala ben, autostoser) är ben som bildas genom indirekt eller enkondral förbening hos ryggradsdjur och som föregås av brosk. Huvuddelen av kroppens ben utgörs av ersättningsben.